# Ronde van Italië 2017/Derde etappe
De derde etappe van de Ronde van Italië 2017 wordt gereden op 7 mei 2017 van Tortoli naar Cagliari. De etappe is 148 kilometer lang. Onderweg is er één beklimming van de vierde categorie.

## Verloop
De vroege vlucht bestond uit vier renners: Kristian Sbaragli, Eugert Zhupa, Ivan Rovny en Jan Tratnik. Sbaragli was schijnbaar alleen mee voor de eerste tussensprint (Ponte su Santu) na zo'n 50 km, want hij liet zich daarna weer terugzakken naar het peloton. Uiteindelijk werden de vluchters niet ver na de enige beklimming ingerekend.
Het was een winderige dag op Sardinië. Met nog 20 kilometer te gaan steeg de nervositeit in het peloton, er was een zichtbare strijd van de klassementsrenners op vooraan het peloton te blijven, en niet zonder reden. Op dat moment onderging het peloton een sterke tegenwind, maar er was bekend dat rond 12 kilometer van de streep een open strook aan zee was, met sterke zijwind, ideale situaties voor het ontstaan van waaiers – en breuken in het peloton.
En zo geschiedde. Quick-Step Floors zette rond 10 kilometer van de streep aan en wist zich met 7 eigen renners en een handvol anderen weg te rijden van de rest van het peloton. Aanvankelijk maakte rozetruidrager en topsprinter André Greipel ook deel uit van de voorste waaier, maar moest door een probleem met zijn versnellingsapparaat afhaken. Topsprinters Fernando Gaviria en Giacomo Nizzolo konden wel mee. Uiteindelijk wist Gaviria de sprint te winnen.
Voor het klassement waren er weinig gevolgen. Klassemenstsrenner Bob Jungels won 10 seconden op zijn grootste concurrenten. Nederlandse favorieten Steven Kruijswijk, Tom Dumoulin en Bauke Mollema konden zich met de grootste andere favorieten handhaven in het voorste peloton, op 13 seconden van de winnaar. Rohan Dennis, die klassementsambitie voor de ronde had uitgesproken, moest meer dan 5 minuten prijsgeven.

## Uitslag
| Tortoli - Cagliari (148 km) |                        |                               |          |
| Plaats                      | Naam                   | Ploeg                         | Tijd     |
| Winnaar                     | Fernando Gaviria       | Quick-Step Floors             | 3u26'33" |
| 2                           | Rüdiger Selig          | BORA-hansgrohe                | z.t.     |
| 3                           | Giacomo Nizzolo        | Trek-Segafredo                | z.t.     |
| 4                           | Nathan Haas            | Team Dimension Data           | z.t.     |
| 5                           | Maximiliano Richeze    | Quick-Step Floors             | z.t.     |
| 6                           | Kanstantsin Siwtsow    | Bahrein-Merida                | + 3"     |
| 7                           | Bob Jungels            | Quick-Step Floors             | z.t.     |
| 8                           | Caleb Ewan             | Orica-Scott                   | + 13"    |
| 9                           | Sacha Modolo           | UAE Team Emirates             | z.t.     |
| 10                          | André Greipel          | Lotto Soudal                  | z.t.     |
| 11                          | Phil Bauhaus           | Team Sunweb                   | z.t.     |
| 12                          | Vjatsjeslav Koeznetsov | Team Katjoesja Alpecin        | z.t.     |
| 13                          | Roberto Ferrari        | UAE Team Emirates             | z.t.     |
| 14                          | Ryan Gibbons           | Team Dimension Data           | z.t.     |
| 15                          | Patrick Konrad         | BORA-hansgrohe                | z.t.     |
| 16                          | Lukas Pöstlberger      | BORA-hansgrohe                | z.t.     |
| 17                          | Enrico Battaglin       | Team LottoNL-Jumbo            | z.t.     |
| 18                          | Ivan Savitski          | Gazprom-RusVelo               | z.t.     |
| 19                          | Adam Yates             | Orica-Scott                   | z.t.     |
| 20                          | Eugert Zhupa           | Wilier Triestina-Selle Italia | z.t.     |
|                             |                        |                               |          |
| 22                          | Steven Kruijswijk      | Team LottoNL-Jumbo            | z.t.     |
| 38                          | Victor Campenaerts     | Team LottoNL-Jumbo            | z.t.     |

| Tussensprint Ponte su Santu |                   |                               |         |
| Plaats                      | Naam              | Ploeg                         | Punten  |
| Paarse trui                 | Kristian Sbaragli | Team Dimension Data           | 20 (3") |
| 2                           | Eugert Zhupa      | Wilier Triestina-Selle Italia | 16 (2") |
| 3                           | Ivan Rovny        | Gazprom-RusVelo               | 12 (1") |

| Tussensprint Villasimius |              |                               |         |
| Plaats                   | Naam         | Ploeg                         | Punten  |
| Paarse trui              | Eugert Zhupa | Wilier Triestina-Selle Italia | 20 (3") |
| 2                        | Ivan Rovny   | Gazprom-RusVelo               | 16 (2") |
| 3                        | Jan Tratnik  | CCC Sprandi Polkowice         | 12 (1") |

| Bergsprint Capo Boi |              |                               |        |
| Plaats              | Naam         | Ploeg                         | Punten |
| Blauwe trui         | Jan Tratnik  | CCC Sprandi Polkowice         | 3      |
| 2                   | Eugert Zhupa | Wilier Triestina-Selle Italia | 2      |
| 3                   | Ivan Rovny   | Gazprom-RusVelo               | 1      |

## Klassementen
| Algemeen klassement |                     |                     |           |
| Plaats              | Naam                | Ploeg               | Tijd      |
| Roze trui           | Fernando Gaviria    | Quick-Step Floors   | 14u45'16" |
| 2                   | André Greipel       | Lotto Soudal        | + 9"      |
| 3                   | Lukas Pöstlberger   | BORA-hansgrohe      | + 13"     |
| 4                   | Bob Jungels         | Quick-Step Floors   | z.t.      |
| 5                   | Kanstantsin Siwtsow | Bahrein-Merida      | z.t.      |
| 6                   | Caleb Ewan          | Orica-Scott         | + 17"     |
| 7                   | Roberto Ferrari     | UAE Team Emirates   | z.t.      |
| 8                   | Ryan Gibbons        | Team Dimension Data | + 23"     |
| 9                   | Enrico Battaglin    | Team LottoNL-Jumbo  | z.t.      |
| 10                  | Sacha Modolo        | UAE Team Emirates   | z.t.      |
| 11                  | Geraint Thomas      | Team Sky            | z.t.      |
| 12                  | Vincenzo Nibali     | Bahrein-Merida      | z.t.      |
| 13                  | Adam Yates          | Orica-Scott         | z.t.      |
| 14                  | Domenico Pozzovivo  | AG2R La Mondiale    | z.t.      |
| 15                  | Rui Costa           | UAE Team Emirates   | z.t.      |
| 16                  | Diego Rosa          | Team Sky            | z.t.      |
| 17                  | Nairo Quintana      | Movistar Team       | z.t.      |
| 18                  | Kristjan Koren      | Cannondale-Drapac   | z.t.      |
| 19                  | Tom Dumoulin        | Team Sunweb         | z.t.      |
| 20                  | Luis León Sánchez   | Astana Pro Team     | z.t.      |
|                     |                     |                     |           |
| 32                  | Maxime Monfort      | Lotto Soudal        | z.t.      |

| Puntenklassement |                      |                               |        |
| Plaats           | Naam                 | Ploeg                         | Punten |
| Paarse trui      | André Greipel        | Lotto Soudal                  | 81     |
| 2                | Daniel Teklehaimanot | Team Dimension Data           | 74     |
| 3                | Fernando Gaviria     | Quick-Step Floors             | 72     |
| 4                | Kristian Sbaragli    | Team Dimension Data           | 64     |
| 5                | Eugert Zhupa         | Wilier Triestina-Selle Italia | 60     |
|                  |                      |                               |        |
| 8                | Jasper Stuyven       | Trek-Segafredo                | 43     |

| Bergklassement |                      |                               |        |
| Plaats         | Naam                 | Ploeg                         | Punten |
| Blauwe trui    | Daniel Teklehaimanot | Team Dimension Data           | 20     |
| 2              | Cesare Benedetti     | BORA-hansgrohe                | 9      |
| 3              | Omar Fraile          | Team Dimension Data           | 8      |
| 4              | Simone Andreetta     | Bardiani CSF                  | 7      |
| 5              | Eugert Zhupa         | Wilier Triestina-Selle Italia | 6      |

| Jongerenklassement |                   |                     |           |
| Plaats             | Naam              | Ploeg               | Tijd      |
| Witte trui         | Fernando Gaviria  | Quick-Step Floors   | 14u45'16" |
| 2                  | Lukas Pöstlberger | BORA-hansgrohe      | + 13"     |
| 3                  | Bob Jungels       | Quick-Step Floors   | z.t.      |
| 4                  | Caleb Ewan        | Orica-Scott         | + 17"     |
| 5                  | Ryan Gibbons      | Team Dimension Data | + 23"     |
|                    |                   |                     |           |
| 9                  | Laurens De Plus   | Quick-Step Floors   | z.t.      |

| Ploegenklassement (tijd) |                   |           |
| Plaats                   | Ploeg             | Tijd      |
| 1                        | Quick-Step Floors | 44u16'21" |
| 2                        | BORA-hansgrohe    | + 23"     |
| 3                        | Bahrein-Merida    | + 26"     |
| 4                        | UAE Team Emirates | + 36"     |
| 5                        | Team Sunweb       | z.t.      |

1e etappe ·
2e etappe ·
3e etappe ·
4e etappe ·
5e etappe ·
6e etappe ·
7e etappe ·
8e etappe ·
9e etappe ·
10e etappe ·
11e etappe ·
12e etappe ·
13e etappe ·
14e etappe ·
15e etappe ·
16e etappe ·
17e etappe ·
18e etappe ·
19e etappe ·
20e etappe ·
21e etappe
Startlijst · Eindstanden · Afbeeldingen